# M10 Wolverine
Il 3 inch Gun Motor Carriage M10, conosciuto anche presso le truppe inglesi come M10 Wolverine ("Ghiottone") era un cacciacarri prodotto negli Stati Uniti d'America durante la seconda guerra mondiale. Nonostante i vari nomi durante il conflitto la denominazione prevalente era quella di M10 oppure di TD (Tank Destroyer), termine usato dai soldati alleati per indicare tutti i diversi cacciacarri. Dal punto di vista numerico il Wolverine è il più importante mezzo cacciacarri americano del conflitto.

## Sviluppo
La dottrina americana di impiego dei carri armati prevedeva che fossero i soli cacciacarri a combattere contro i mezzi avversari mentre il compito dei carri armati propriamente detti era quello di fornire supporto alla fanteria.
Il cacciacarri M10 utilizzava lo scafo del carro M4 Sherman sul quale era stata montata una torretta aperta dotata di un cannone 3 inch M7 da 76 mm. Il cannone era dotato di munizionamento specifico anticarro M79 capace di trapassare 100 mm di corazza a 900 m. Sulla parte posteriore della torretta era montato un contrappeso che equilibrava l'arma e che dava alla torretta una forma caratteristica. Per la difesa ravvicinata era stata posizionata una mitragliatrice M2 da 12,7 mm e l'equipaggio venne dotato di carabine.
Il principale limite dell'M10 era dato dal fatto che fosse piuttosto pesante e quindi non si adattava completamente alla teoria che indicava per questo compito un mezzo rapido e veloce quale sarà poi l'M-18 Hellcat.
Inoltre la torretta non completamente chiusa, caratteristica di tutti i cacciacarri realizzati e prodotti negli USA durante la guerra, rendeva il mezzo e il suo equipaggio particolarmente sensibili agli attacchi ravvicinati o anche alle schegge dei proiettili di artiglieria.

## Impiego
L'esordio in combattimento di questo cacciacarri avvenne durante la campagna del Nord Africa. Il mezzo si dimostrò in grado, con il suo cannone da 76 mm, di affrontare con successo i vari mezzi tedeschi e italiani presenti sul campo.
Fu durante la campagna che seguì lo sbarco in Normandia, campo di battaglia nel quale erano presenti in numero rilevante i carri tedeschi più moderni, che il carro inizierà a mostrare i suoi limiti. Per la fine del 1944 l'esercito statunitense cominciò a sostituirlo con il più potente M36 Jackson. In ogni caso il mezzo rimase in servizio fino alla fine della guerra in Europa.

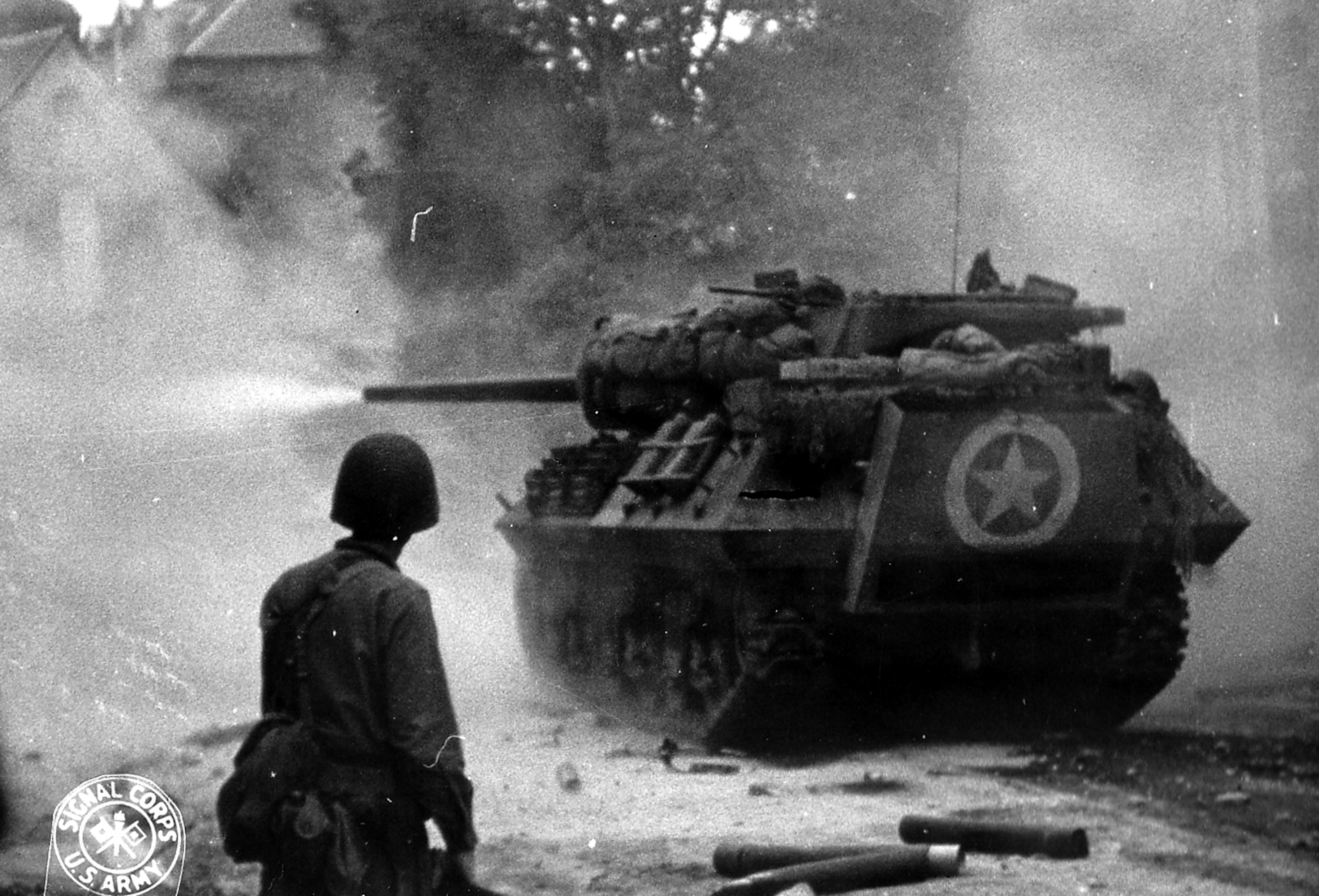
Un M-10 in azione in Normandia

Nel Pacifico l'U.S. Army impiegò l'M10 nel più tradizionale compito di supporto alla fanteria. In questa situazione,  però, la torretta aperta rendeva questi mezzi particolarmente vulnerabili agli attacchi ravvicinati della fanteria giapponese.
All'Armata Rossa furono forniti 54 M10 ma non si conoscono dati sul loro impiego.
Un M10 della Francia libera, con equipaggio composto da marinai, danneggiò i cingoli di un Panzer V Panther a Place della Concorde durante un combattimento per la liberazione di Parigi. Successivamente, grazie all'azione congiunta dell'M10 e di un M4 Sherman (in dotazione all'esercito francese), l'equipaggio del mezzo tedesco venne catturato. 

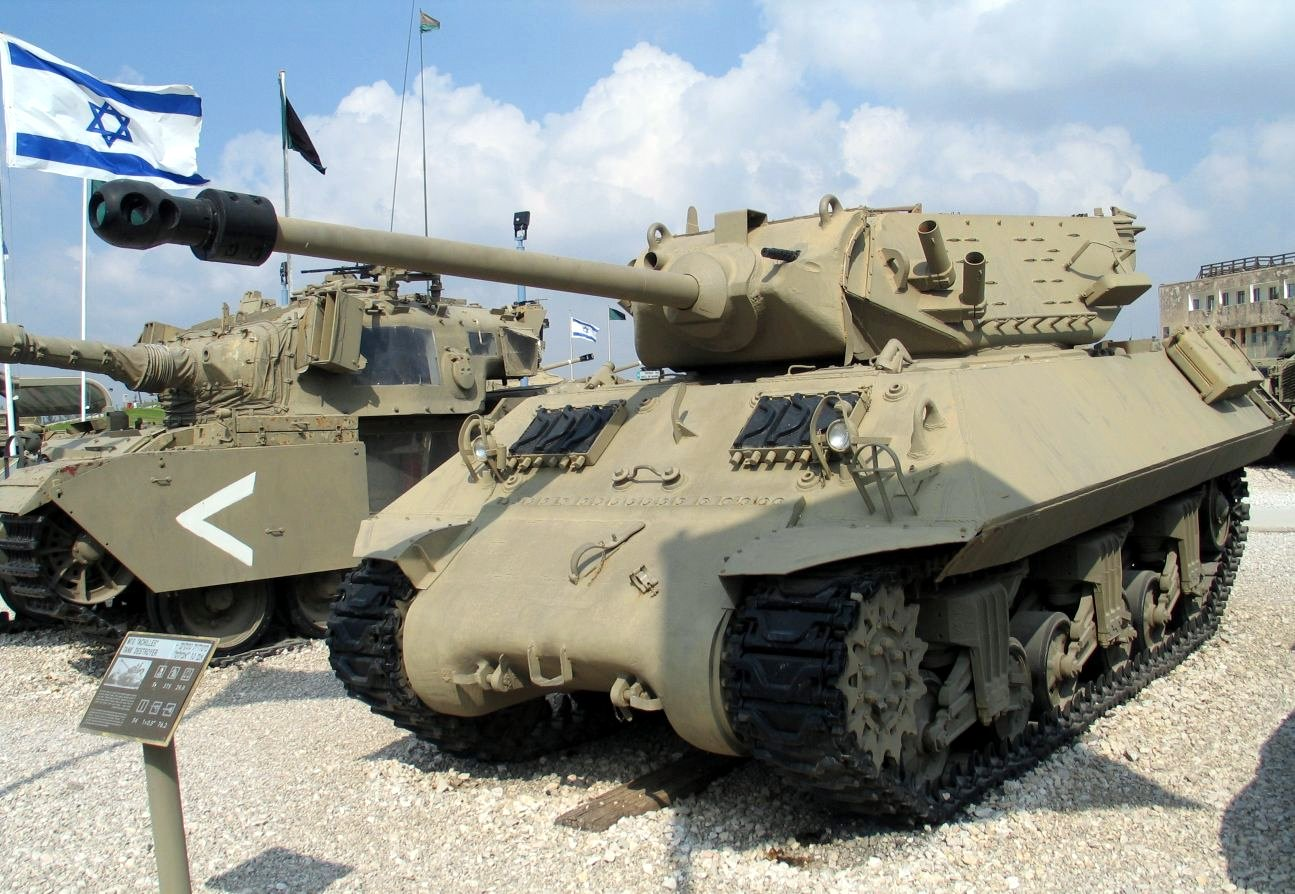
Achilles esposto al museo di Latrun, Israele

Le truppe inglesi utilizzarono l'M10 nella campagna di Italia e in Francia, principalmente equipaggiati con il cannone da 17 pdr (76.2 mm) e rinominati Achilles.
Dopo la guerra l'Esercito Italiano fu equipaggiato con M10 per un certo periodo.